# Schéma directeur d'aménagement et de gestion des eaux
En France métropolitaine, le schéma directeur d'aménagement et de gestion des eaux (SDAGE) a d'abord désigné (dans les années 1990) le document de planification ayant pour objet de mettre en œuvre les grands principes de la loi sur l'eau du 3 janvier 1992.

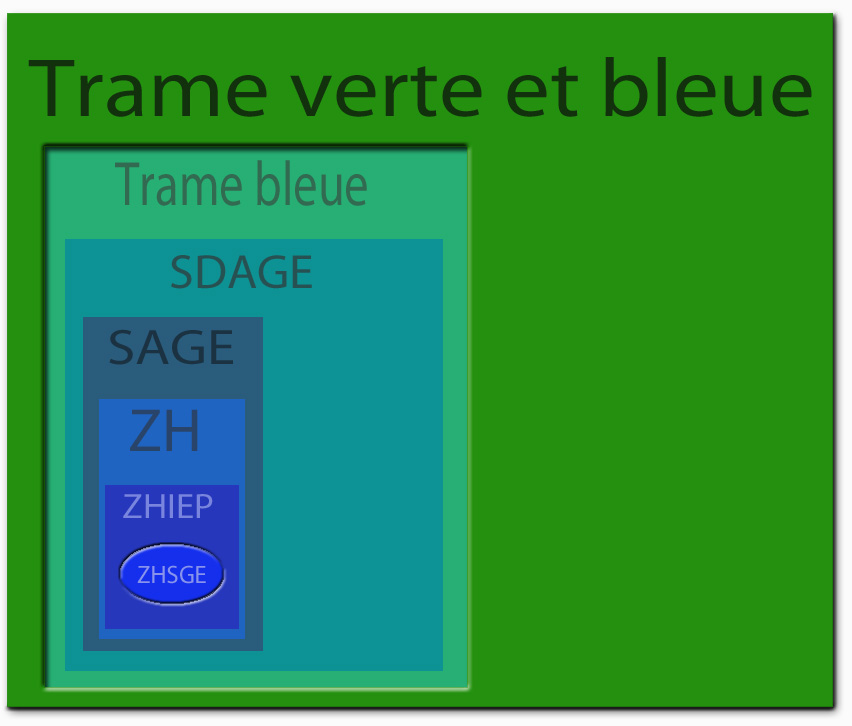
Position du SDAGE par rapport aux grands zonages (hiérarchisés) des zones humides en France.
En 2010, la loi Grenelle II a confirmé l'importance de la trame verte et bleue.
Les zones humides (ZH) y relèvent des SDAGE (Schémas directeurs d'aménagement et de gestion des eaux), et les SDAGE cadrent les SAGE.
Une autre loi, sur le développement des territoires ruraux (« DTR », 23 février 2005) a hiérarchisé 2 «niveaux» de zones humides :
1) les Zones Humides d'Intérêt Environnemental Particulier (ZHIEP), dans lesquelles des Zones Humides Stratégiques pour la Gestion de l'Eau (ZHSGE) contribuent encore plus significativement à la protection de la ressource en eau potable ou à la réalisation d'objectifs du SAGE pour le « bon état des eaux ».

Le SDAGE sert de cadre général à l'élaboration des schémas d'aménagement et de gestion des eaux (SAGE) pour des cours d'eau et leurs bassins versants ou des systèmes aquifères particuliers, à plus petite échelle.

## Évolutions
Ce SDAGE était élaboré (en France métropolitaine) par les comités de bassin, à l'échelle des grands bassins hydrographiques (ou bassins versants), en associant des élus locaux, des représentants de l'État, des usagers (industriels et agriculteurs) et des associations. Ces travaux étaient préparés dans les régions par l'agence de l'eau et le service régional de l'État chargé de l'environnement.
Depuis le XXIe siècle, le SDAGE est devenu en France le nom du document de planification nommé « plan de gestion » par la directive cadre européenne sur l’eau (DCE) du 23 octobre 2000 (c'est en fait l'ancien SDAGE de 1996 qui est adapté et rendu conforme au plan de gestion imposé par la directive)

## Application d'une directive européenne
Cette Directive (qui s'est inspirée du système français) prévoit que chaque état-membre :
- prépare, pour chaque district hydrographique, un projet de plan de gestion (dit « SDAGE »). En France le travail a été fait à l'échelle des bassins (un district regroupant plusieurs bassins hydrographiques).
- soumette (en France avant la fin 2009) ce projet (accompagné d'un « rapport environnemental ») à avis des autorités compétentes (du Préfet en France), et à consultation (des citoyens puis des institutions), de même qu'un « programme de mesures » couvrant dans un premier temps la période 2010-2015. Ce programme de mesure doit énoncer la nature et l'ampleur des actions pertinentes et nécessaires à mettre en œuvre pour atteindre les objectifs fixés par la directive et traduits dans le SDAGE aux échelles locales, pour atteindre le « bon état écologique » des masses d'eau en 2015.
- veille à ce que le processus d'élaboration des documents implique les citoyens et les « parties intéressées » (institutions et assemblées).
- fasse adopter ce schéma, avec un dispositif de suivi et d'évaluation, appelé Programme de surveillance par la directive, qui doit permettre de contrôler si les objectifs sont atteints.

Le SDAGE, une fois arrêté par le préfet de bassin, après avis du comité de bassin et consultation, devient ainsi le cadre légal et obligatoire de mise en cohérence des choix de tous les acteurs du bassin dont les activités ou les aménagements ont un impact sur la ressource en eau. L'article L212.1 du Code de l'environnement en France précise que chaque bassin est doté d'un ou de plusieurs schémas directeurs d'aménagement et de gestion et que ces SDAGE fixent les orientations fondamentales d'une « gestion équilibrée » et « durable » de la ressource en eau et des objectifs de qualité et de quantité des eaux.

## Compatibilité
Les programmes et décisions administratives dans le domaine de l’eau ou certains programmes ou schémas ayant un impact sur l'eau, doivent être « compatibles, ou rendus compatibles » avec les dispositions des SDAGE »  ; 
dont ;
- Schéma départemental des carrières
- SCOT (Schéma de cohérence territoriale (Art L 122-1 du Code de l'Urbanisme),
- PLU communal ou inter-communal (Plan local d'urbanisme (Art L-123-1 du code de l'urbanisme),
- Zonage pluvial (Art L2226 du Code général des collectivités territoriales),
- Cartes communales (Art L 124-2 du Code de l'environnement)

De même le SDAGE doit concourir aux objectifs de plans nationaux tels que ;
- le « programme national d'action contre la pollution des milieux aquatiques »[2]
- le « plan national biodiversité » (par exemple en facilitant la renaturation des cours d'eau et de leurs berges et du lit mineur, pour reconstituer une trame bleue ; élément vital du réseau écologique paneuropéen, décliné en France par la Trame verte promue par le Grenelle de l'environnement. Le SDAGE peut aussi contribuer à restaurer une dynamique et un cycle plus naturel de l'eau, par l'établissement d'un réseau cohérent de zones tampons, inondables et d'aménagements tampons dès le haut des bassins versants, imitant les fonctions des embâcles naturels, et améliorant l'alimentation des nappes, tout en assurer la restauration de la continuité fonctionnelle et écologique des berges (et non seulement du cours d'eau lui-même).
- le «Plan national santé environnement » (qui dans sa seconde version intègre aussi la question des perturbateurs endocriniens)
- Le «Plan de gestion de la rareté de la ressource en eau »
- La Stratégie nationale de développement durable
- Le Plan climat national

Rappel : Selon la loi de 1992, « l'eau fait partie du patrimoine commun de la nation. Sa protection, sa mise en valeur et le développement de la ressource utilisable, dans le respect des équilibres naturels, sont d'intérêt général. »

## Contenu
Le SDAGE peut être plus restrictif que les arrêtés ministériels existants concernant les objectifs de réduction ou d'élimination des déversements, écoulements, rejets directs ou indirects de substances prioritaires et/ou dangereuses. Il définit les parties de cours d'eau jouant le rôle de réservoir biologique  nécessaire pour l'atteinte ou la conservation du « bon état écologique ».
Les principaux sujets traités par le SDAGE sont prescrits par la loi :
- préservation des écosystèmes aquatiques, des sites et des zones humides,
- protection contre toute pollution et restauration de la qualité des eaux,
- développement et protection de la ressource en eau potable,
- valorisation de l'eau comme ressource économique et répartition de cette ressource...

Mais les SDAGE peuvent également comprendre des volets spécifiques lié au contexte régional, comme celui d'Artois-Picardie qui s'intéresse notamment à l'ancien bassin minier du Nord-Pas-de-Calais et aux conséquences de l'exploitation charbonnière.

## Rapprochement en 2014 des SDAGE et des «Plans d'action pour le milieu marin» (PAMM)
En Février 2014 alors que les plans d'action pour le milieu marin (Pamm) se préparent, le gouvernement français, via une circulaire souhaite les rapprocher des SDAGE (en cours de révision). 

Il s'agit de mieux les articuler et mettre en cohérence l'application des deux directives (la directive cadre sur l'eau (DCE) et la directive cadre stratégie pour le milieu marin (DCSMM) qui cadrent ces outils et documents de gestion qui sont mis en place selon des méthodes et structurations proches et avec des objectifs proches : Les deux directives visent le bon état des eaux et elles ont un périmètre géographique qui coïncide sur la zone côtière. Certains poissons migrateurs (saumons, truites de mer, anguilles, lamproie marine) pourraient bénéficier d'une gestion plus cohérente.

## Structure SAGE
- ce paragraphe est à compléter sur la base des connaissances locales des SAGE réellement en place

| BASSIN   | SOUS-BASSIN | SAGE      | STRUCTURE PORTEUSE   | SITE INTERNET              |
| -------- | ----------- | --------- | -------------------- | -------------------------- |
| La Loire | L'Allier    | L'Alagnon | ...                  | ...                        |
| La Loire | L'Allier    | La Sioule | SMAD des Combrailles | http:\\www.combrailles.com |

## Évaluation
Une évaluation environnementale et générale des SDAGE doit être périodiquement mise en œuvre ; Le Conseil Général de l’Environnement et du Développement Durable (CGEDD) a publié en 2014 un rapport « Évaluation à mi-parcours de la mise en œuvre des Schémas directeurs d'aménagement des eaux » sur la base des bilans fournis par les « préfets de bassin » relatifs à l'avancement des programmes de mesure. Il s'agit aussi de préparer des recommandations pour l’avenir des SDAGE et PDM .